# Bogdan Mitache
Bogdan Mitache (n. 1 ianuarie 1994, Medgidia, Constanța, România) este un fotbalist român care joacă ca fundaș la echipa FC Voluntari.